# Milan Kadlec (Radsportler, 1974)
Milan Kadlec (* 13. Oktober 1974 in Uherské Hradiště) ist ein ehemaliger tschechischer Bahn- und Straßenradrennfahrer und späterer Sportlicher Leiter eines Radsportteams.

## Sportliche Laufbahn
Sowohl 2000 wie auch 2001 konnte Milan Kadlec jeweils eine Etappe der Ytong Bohemia Tour für sich entscheiden. 2001 gewann er das italienische Eintagesrennen Criterium d’Abruzzo. Anschließend wechselte Kadlec zu Lampre-Daikin und sicherte sich zum ersten Mal die Gesamtwertung der Tour de Bohemia. 2000 und 2002 startete er beim Giro d’Italia, den er beide Male beendete. Bei der Vuelta a España 2002 erreichte er das Ziel nicht.
Bei den Olympischen Spielen 2004 in Athen belegte Kadlec den fünften Rang im Punktefahren und zusammen mit Petr Lazar den 13. Platz im Madison. 2005 fuhr er für Ed' System-ZVVZ und ab 2006 stand Kadlec bei dem tschechischen Continental Team ASC Dukla Praha unter Vertrag. 2007, 2009 und 2014 gewann er den traditionsreichen Bahnradsportwettbewerb 500+1 Kolo in Brno. 2008 wurde er erneut für die Olympische Sommerspiele nominiert, im Punktefahren wurde er Neunter, im Madison mit Alois Kaňkovský erneut 13.
Bei den UCI-Bahn-Weltmeisterschaften 2010 im dänischen Ballerup belegte Kadlec den dritten Platz im Punktefahren. Zudem sicherte er sich zwischen 2007 und 2014 mehrere nationale Titel auf der Bahn. 2012 wurde er auch tschechischer Meister im Straßenrennen. 2011 und 2013 siegte er im Eintagesrennen Velká Bíteš–Brno–Velká Bíteš, zuletzt war er 2013 und 2014 auf jeweils einer Etappe der Tour of Iran erfolgreich.
Ende der Saison 2014 beendete er seine Karriere als Radrennfahrer. Unmittelbar im Anschluss wechselte er in das Management des Teams Dukla Praha, wo er in verschiedenen Funktionen tätig war. Aktuell (Stand 2023) ist er Sportlicher Leiter des UCI Women’s Continental Teams von Dukla Praha.

## Familie
Milan Kadlec ist der Vater des gleichnamigen tschechischen Radrennfahrers Milan Kadlec.

## Erfolge

### Straße
1999
- Giro d’Oro

2001
- Criterium d’Abruzzo

2002
- Gesamtwertung Tour de Bohemia

2012
- Tschechischer Meister – Straßenrennen
- Gesamtwertung und eine Etappe Tour of Taihu Lake
- eine Etappe Tour of Fuzhou

2013
- eine Etappe Tour of Iran

2014
- eine Etappe Tour of Iran

### Bahn
2007
- Tschechischer Meister – Punktefahren

2008
- Tschechischer Meister – Einerverfolgung

2010
- Weltmeisterschaft – Punktefahren

2011
- Europameisterschaft – Punktefahren

2012
- Tschechischer Meister – Einerverfolgung

2014
- Tschechischer Meister – Madison (mit Alois Kaňkovský)
- Tschechischer Meister – Punktefahren

## Grand-Tour-Platzierungen
| Grand Tour            | 2021 | 2022 | 2023 |
| --------------------- | ---- | ---- | ---- |
| Giro d’ItaliaGiro     | 100  | –    | 64   |
| Tour de FranceTour    | –    | –    | –    |
| Vuelta a EspañaVuelta | –    | –    | DNF  |

## Teams
- 1996 TICO
- 2000–2001 Mobilvetta Design-Rossin
- 2002–2003 Lampre-Daikin
- 2004 Vini Caldirola-Nobili Rubinetterie
- 2005 Ed' System-ZVVZ
- 2006–2007 ASC Dukla Prag
- 2011–2014 ASC Dukla Prag